# Доминковиця
45°58′ пн. ш. 16°57′ сх. д. / 45.96° пн. ш. 16.95° сх. д.
Доминковиця (хорв. Dominkovica) — населений пункт у Хорватії, у Б'єловарсько-Білогорській жупанії у складі громади Велико Тройство.

## Населення
Населення за даними перепису 2011 року становило 50 осіб.
Динаміка чисельності населення поселення: